# Liste der Bürgermeister von Hostinné
Diese Liste von Bürgermeistern der Stadt Hostinné, deutsch Arnau, teilweise aus dem historischen Stadtbuch übernommen zeigt die Schultheiße und Bürgermeister von 1396 bis 1945. Die gewählten Bürgermeister wurden hauptsächlich für ein bis zwei Jahre vom Bürgerrat gewählt. Es gab bis zu zehn Schöffen im Rat. Ein Richter gehörte zum Stadtvorstand. Obwohl mehrere Adelsfamilien im Ort wohnten, stellte nur die Bürgerschaft die Bürgermeister.

## Rathaus

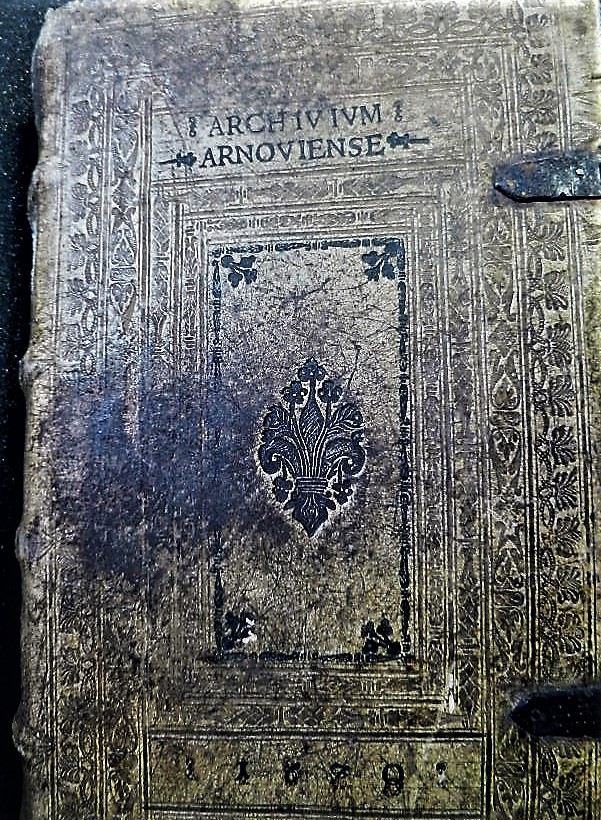
Stadtbuch Arnau, Buchdeckel

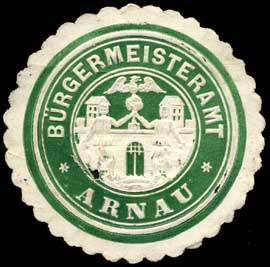
Bürgermeisteramt Arnau – Siegelmarke

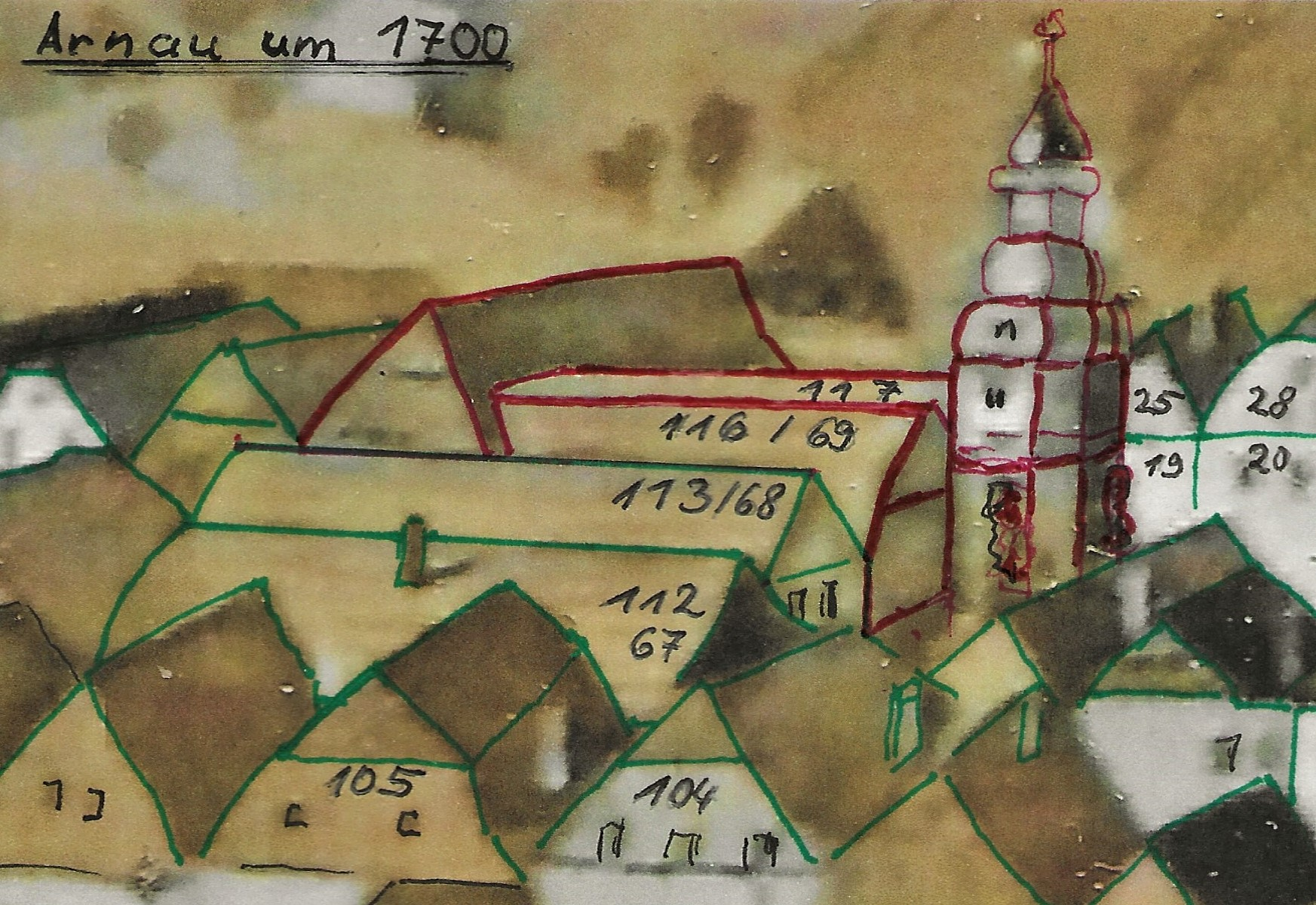
Hoher speicherartiger Anbau am Rathaus um 1700

1477 wurde erstmals ein Rathaus in Arnau erwähnt. 1525 wurde ein neues gotisches Rathaus erbaut, es gab demzufolge einen Vorgängerbau. 1566 explodierte der mit dem Rathaus verbundene Pulverturm, danach wurde in den Jahren 1570 bis 1600 das Rathaus vom italienischen Architekten C. Valmadis im Renaissancestil umgebaut. Das Rathaus besteht historisch aus zwei Einzelhäusern, das durch Zusammenlegung von Räumen zu einem wurde. Der damalige Stadtherr, Zdenek von von Waldstein/von Wallenstein förderte den Bau, er kaufte 1591 das Bürgerhaus der Gernert und nutzte es zur Erweiterung des Rathauses. Die Weinkeller und das Braugewerbe kaufte er ebenfalls von den Gernert. Ein Türstock im Rathaus mit der Jahreszahl 1591 zeugt noch heute von diesem Kauf und dem Umbau beider Häuser. 1610 brannte das Rathaus bereits wieder beim großen Stadtbrand. 1875 waren noch zwei Giebel zum Ring hin zu erkennen. 1899 veränderte sich die Dachform von Spitz- zu Gaubendächern. Heute ist die Ursprungsform nicht mehr erkennbar. Das angrenzende Haus, meist als Hotel bzw. Gasthaus genutzt, hatte eine Verbindungsgang zu den Gewölbekellern des Rathauses. 
- Im Erdgeschoss befindet sich eine große Remise, sie wurde für die Ratsfuhrwerke gebaut.
- Ratsräume im Oberstock – Seit 1938 diente der filigran ausgestattete Rathaussaal auch als Trauzimmer (Foto).
- Gotische Kellergewölbe – Im Rathauskeller ist seit 1579 nachweislich der Ausschank von Weiß- und Rotwein an die Ratsleute mit 262 Eimern in einer Weinrechnung der Ratsherren und Weinschenke Matthes Gernert und Jakob Heier belegt. Eine Kaisersteuer für den Weinausschank wurde ebenfalls ausgewiesen. Der böhmische Schankeimer maß 61,43 Liter. Es wurden rund 16.000 Liter in einem Jahr konsumiert. Die verbundenen Ratskellergewölbe waren groß genug um wenigstens 80 Weinfässer je 200 Liter zu lagern. Die gotisch gebauten Kellergewölbe, auf der Rathausseite des Marktes, sind ehemals zur Verteidigungszwecken miteinander verbunden gewesen. Ausmauerungen ehemaliger Verbindungen zeugen davon, das Arnau strategisch geplant gebaut wurde. Ein unterirdischer Wehrgang vom Rathaus unter der Stadtmauer hindurch bis zum Töpferberg wurde im 19. Jahrhundert zugeschüttet. In der Vedute von 1700 war an der Rückfront des Rathauses ein noch höheres, heute nicht mehr existierendes Haus mit unbekannter Nutzung angebaut (vermutlich ein Speicher). Der Stadtaufbau des 15. Jahrhunderts ließ eine spätere Erweiterung nach Osten zu. Erst im 16. Jahrhundert wurden die Arkaden zur neuen Marktgestaltung (Ring) angebaut, aus diesem Grund sind die Arkaden nicht unterkellert. Der Turm am Rathaus stand bis zum Arkadenanbau frei.[1]

## Bürgermeister
Folgende Personen waren Schultheiße, Bürgermeister von Arnau, tschechisch Hostinné:
- 1396 – Merten der Erbvogt von Arnau Rathaus in Hostinne im Riesengebirge, 1525 "spätgotischer Neubau"Rathauskellergewölbe in Hostinne, im 16. Jahrhundert Weinvorrats- und Weinausschankskeller an den Rat der Stadt Arnau.Ratsstube im Rathaus HostinneBonifazius Zikan 1572 und M. Zikan 1575, Grabtafel Arnauer Bürgermeister Czikan

- 1477 – Meister Johannes

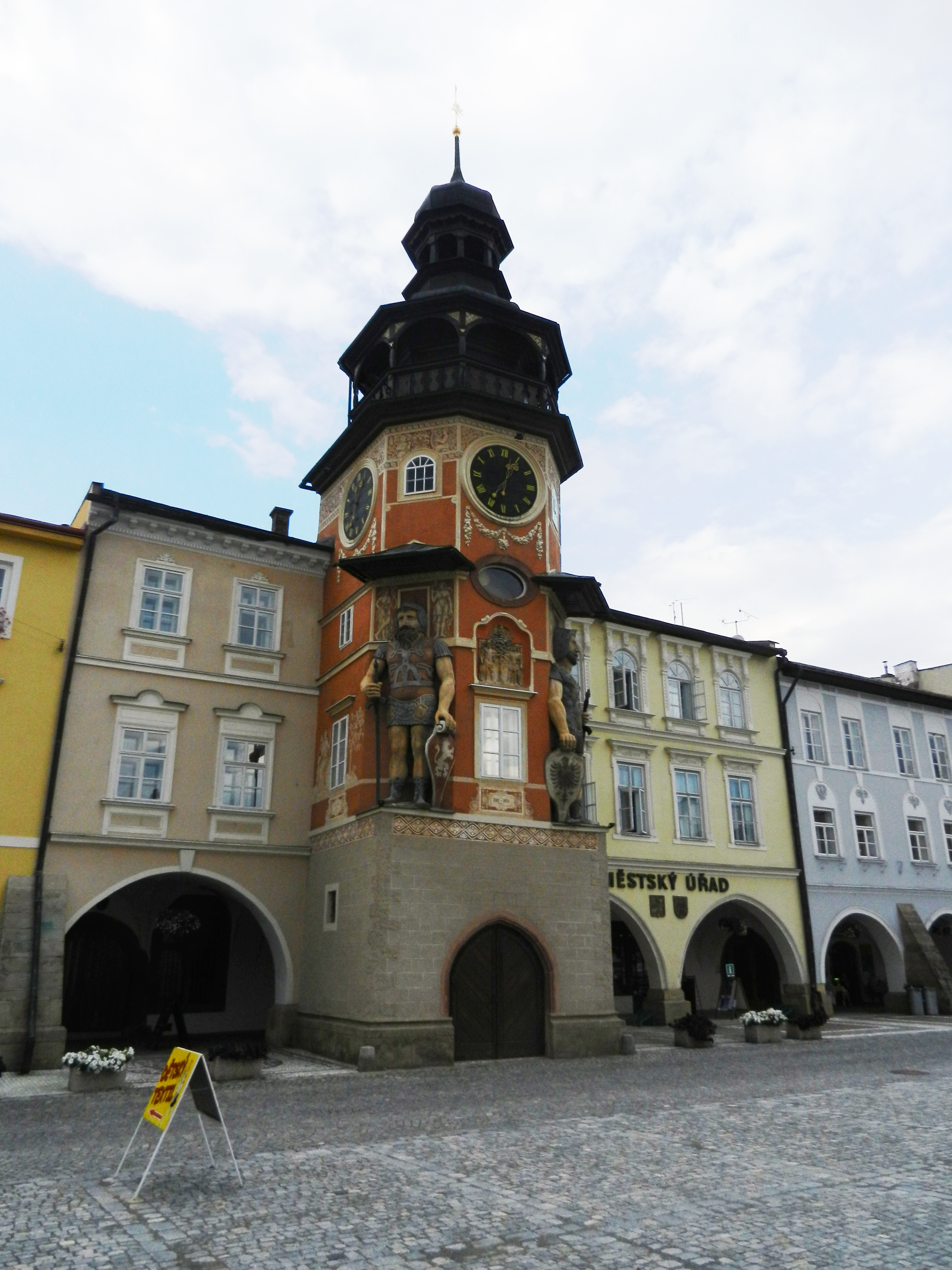
Rathaus in Hostinne im Riesengebirge, 1525 "spätgotischer Neubau"

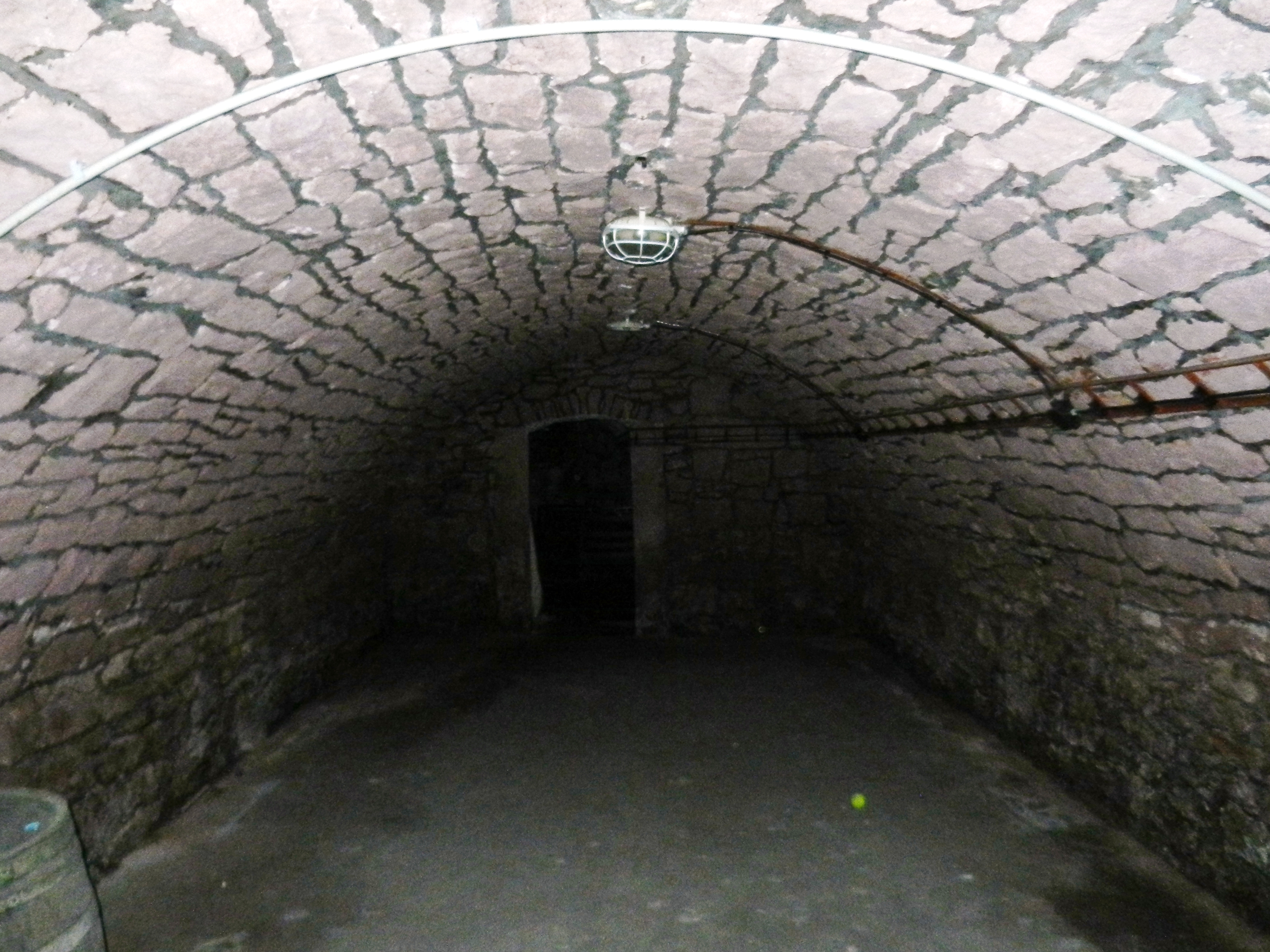
Rathauskellergewölbe in Hostinne, im 16. Jahrhundert Weinvorrats- und Weinausschankskeller an den Rat der Stadt Arnau.

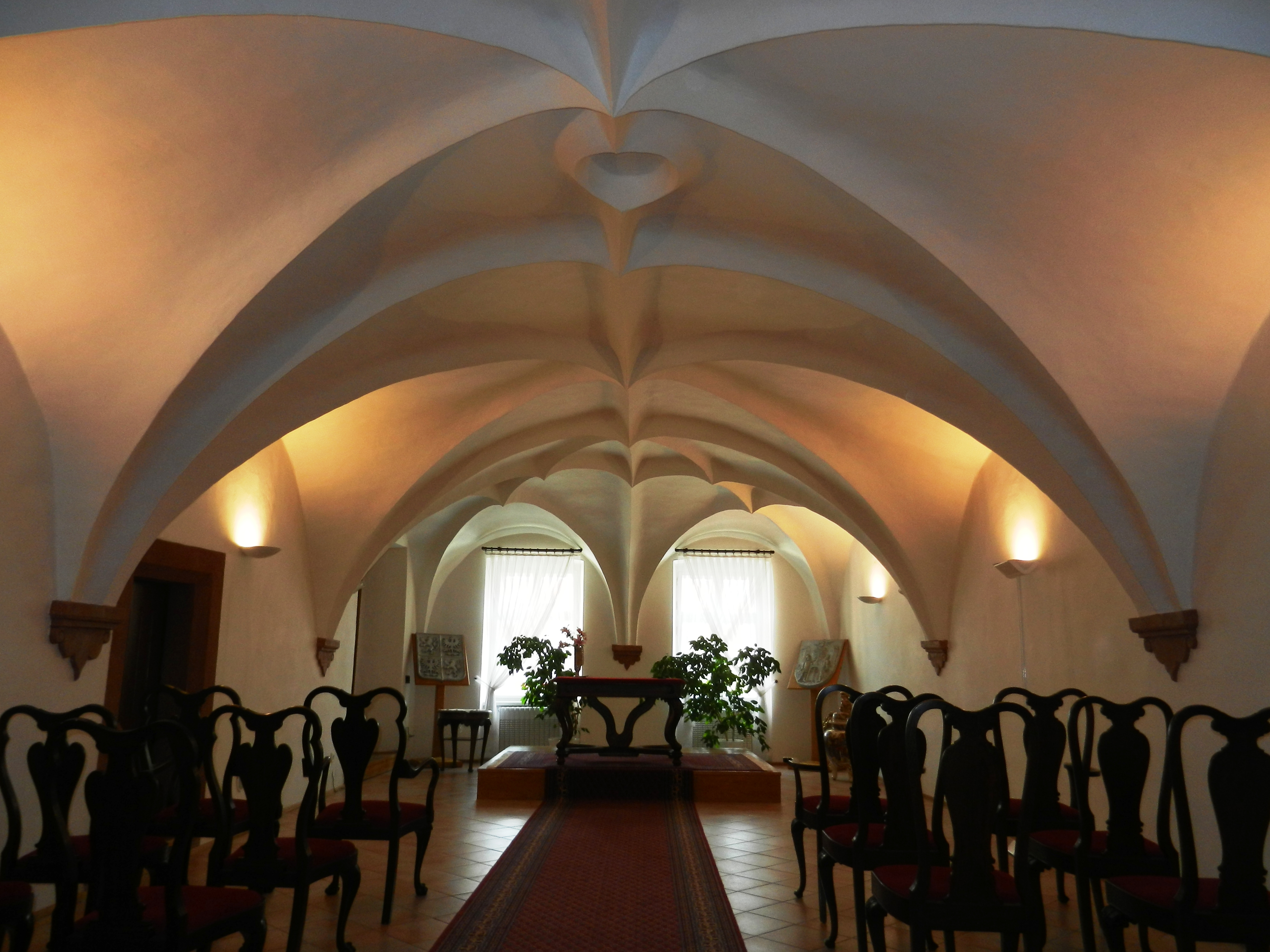
Ratsstube im Rathaus Hostinne

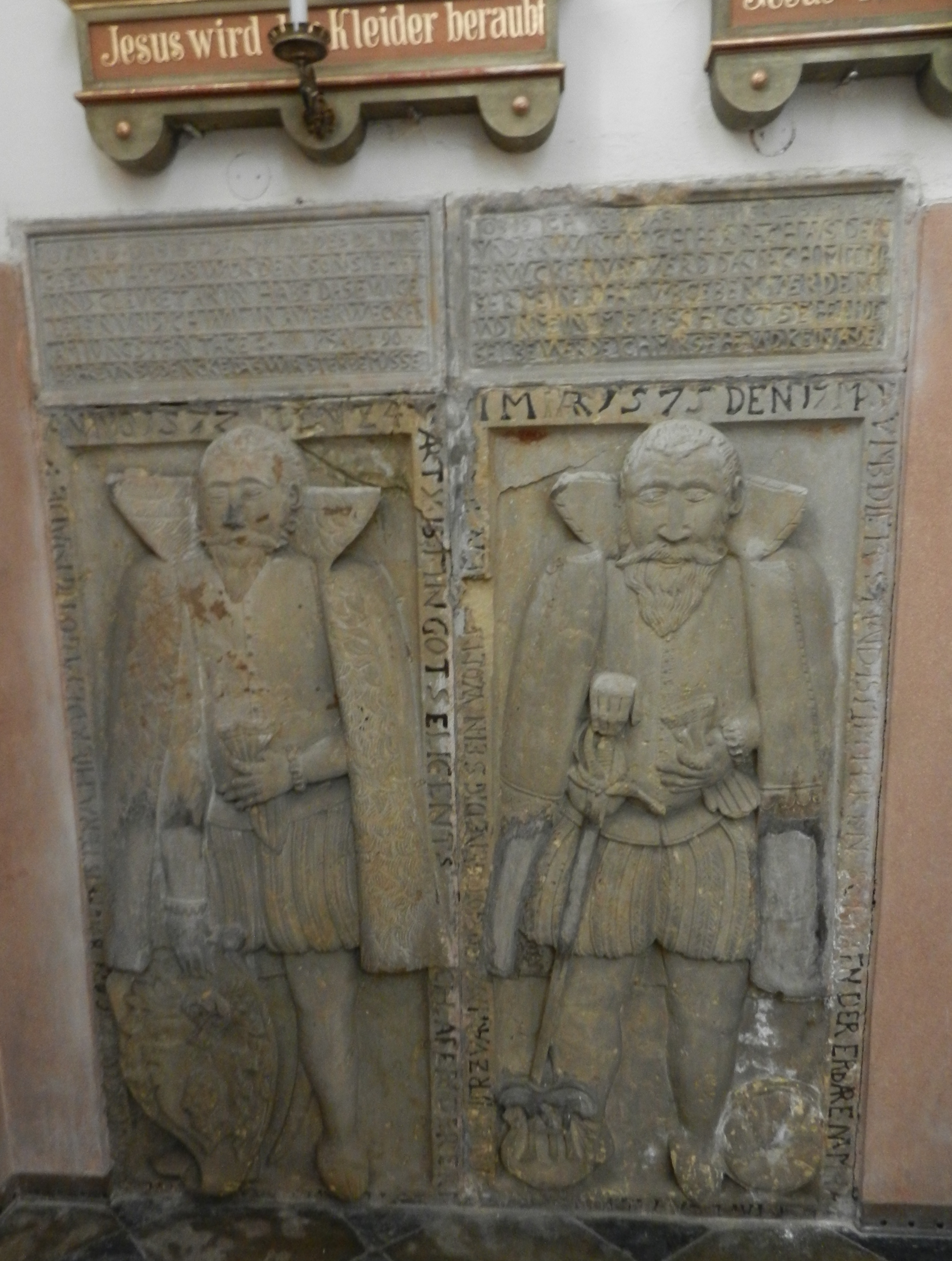
Bonifazius Zikan 1572 und M. Zikan 1575, Grabtafel Arnauer Bürgermeister Czikan

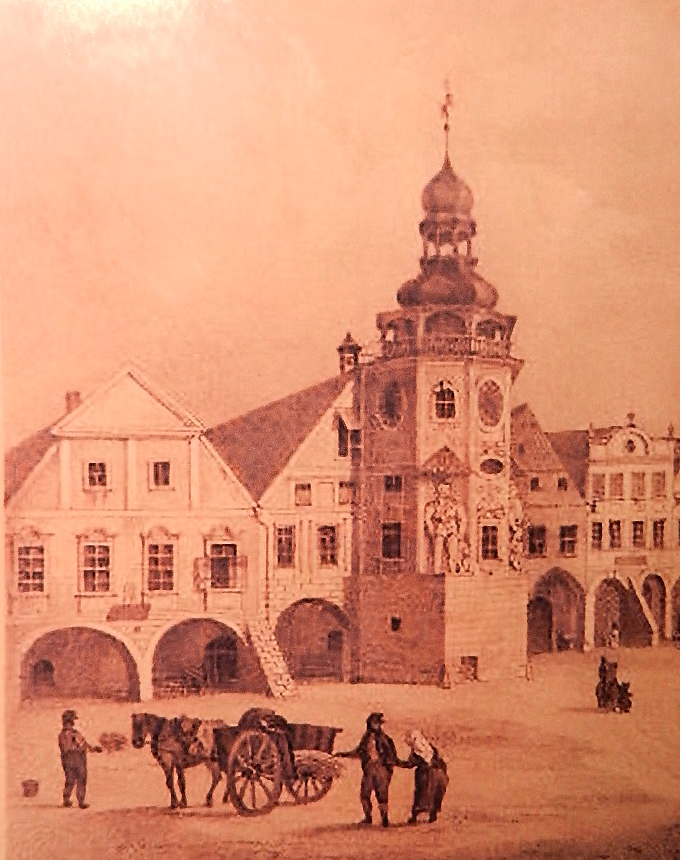
Im linken Haus neben dem Rathaus wohnte der Senator und Bürgermeister Gernert

- 1478 – Jakob Lorencz und Mikisch Czikan
- 1479 – 1482 Nikols und Heyntze
- 1484 – Anderle Zechmeister und Peter Meister Zechmeister
- 1483 – 1485 Heinze und Johann Pabelig
- 1486 – Georg Jaros
- 1487 – 1489 Georg Schreiber, Johannes Pruss und Paul Fleischer
- 1490 – Paul Pfaffe und Thomas Fleischer
- 1491 – Georg Pruss
- 1492 – Pfaffe und Martin Lomüller
- 1493 – Pruß und  Nickel Schtrogel
- 1494 – Jenke Pabelig und Merten Zimmermann
- 1495 – Jenke und Paul Pfaffe
- 1496 – Thoma und Merten Schibel
- 1497 – 1499 Pruß und Jakobi
- 1500 – Jakobi und Wolfgang
- 1501 – Martin Schiebel und E. Brener
- 1502 – Jakobi und Wolfgang
- 1503 – Prusse und Strögel
- 1504 – Georg Schreiber und Martin Schiebel
- 1505 – Jakob Heinz und Wolfgang Schlosser
- 1506 – Georg Schreiber und Prusse
- 1507 – S Strogel und Jakob Fleischer
- 1508 – Martin Schiebel und Paul Groff
- 1509 – Thomas und Wolfgang Schlosser
- 1510 – Georg Fiedler und Vincenc Fleischer
- 1511 – 1512 Jakob Heinz und Bartolomae Styr
- 1513 – S Lomüller und Bartolomae Styr
- 1514 – 1515 Jakob Heinz und Martin Lomüller
- 1516 – Martin Schiebel und Mathäus
- 1517 – S Lomüller und Wenzel Czikan
- 1518 – 1519 Mathias Briccius und S Bartel
- 1520 – S Lomüller und Wenzel Czikan
- 1521 – Martin Lomöller
- 1522 – Jakob Heinz
- 1523 – 1524 Mates Neidek
- 1525 – 1526 Bartel Styr
- 1527 – Wenzel Czikan
- 1528 – Mates Neidek
- 1529 – Mates Stüler
- 1530 – Wenzel Czikan
- 1531 – Andreas Hartmann und Schneider Anderle
- 1532 – Wenzel Stibel/Schiebel
- 1533 – Lorenz Kannegießer und Mates Neidek
- 1534 – 1535 Schneider Anderle
- 1537 – 1539 Wenzel Czikan
- 1540 – Wenzel Schiebel
- 1541 – Wenzel Czikan
- 1542 – 1543 Mates Schtüler
- 1544 – 1545 Schneider Anderle
- 1546 – 1547 Mates Neidek
- 1548 – 1549 Hans Pol
- 1550 – 1551 Adel Heuer
- 1552 – 1553 Jorge Hrudisch
- 1554 – 1555 Adam Heuer (oder Hoer)
- 1556 – Hans Pol
- 1557 – Hans Pol und Adam Heyer
- 1558 – Jörge Hrudisch und Bonifaz Czikan (Grundherr von Tschermna)
- 1561 – 1563 Adam Hoer
- 1564 – 1565(–1566) Bonifaz Czirkan
- 1567 – Hans Pol
- 1569 – 1570 Christof Dreischuh
- 1572 – 1574 Hans Holey
- 1575 – 1580 Georg Holey
- 1581 – 1592 Hans Hanke
- 1593 – 1599 Adam Landek
- 1600 – Adam Hanke der Ältere
- 1601 – Jakob Dreischuh
- 1602 – Kaspar Khun
- 1603 – Adam Lomüller
- 1604 – Michael Steidinger
- 1605 – Peter Klyp
- 1606 – Georg Haler
- 1607 – Mathias Nitsch
- 1608 – Mathias Hampel
- 1609 – Donath Schrösser/Schlösser
- 1610 – Adam Hanke der Ältere
- 1611 – Johannes Gernert
- 1612 – Mathias Hampel
- 1613 – Mathias Nitsch und Balthasar Dreischuh
- 1614 – Mathias Hampel
- 1615 – Adam Heuer
- 1616 – Paul Steidig
- 1617 – Balthasar Dreischuh
- 1618 – Mathias Hampel
- 1619 – Adam Dreischuh.
  - Erster Geschworener Mattheß Hampel, Geschworene Balzer Dreischuh, Mattheß Stiller, Hanß (Johannes) Gernert, Paul Hanicka, Procop Proschwitzer, Georg Scholtz, George Haan, Christoff Stransky, Merten Khun, Stadtrichter Mattheß Fieker
- 1620 – 1622 Mathias Hampel
- 1623 – 1624 Adam Dreischuh
- 1625 – 1626 Mathias Stiller
- 1627 – 1630 Balthasar Dreischuh.
  - 1629 konvertierte der Stadtrat zwangsweise zum Katholizismus zurück.
- 1631 – 1632 Mathias Stiller
- 1633 – 1634 Balthasar Dreischuh
  - 1639 wird Laurentius Dreischuh, 87 Jahre alt, von Schweden traktiert und stirbt daran. Dass Dreischuh`s von den protestantischen Schweden traktiert wurde, ist naheliegend. In ihrer Amtszeit musste der Stadtrat wieder katholisch werden.
- 1635 – Stefan Deyl
- 1636 – Martin Neumarkt
- 1637 – 1639 Kristoff Hoffmann
  - Weggang von Exulanten nach Horní Branná. Viele hundert Menschen sollen wegen der katholischen Reformation ins Elend gegangen sein.
- 1640 – Johannes Hänke
- 1641 – Georg Stiller
- 1642 – Wenzel Dreischuh
- 1643 – Augustin Ossip
- 1644 – 1645 Augustin Ossip der Jüngere
- 1646 – 1648 Georg Stiller
- 1649 – Augustin Ossip der Jüngere
- 1650 – 1651 Johannes Hänke
- 1652 – Georg Haan
- 1653 – 1655 Sebastian Klipper
- 1656 – 1661 Georg Hoffmann
- 1662 – 1683 Sebastian Klipper
- 1684 – Georg Haan
- 1684 – 1690 Sebastian Klipper
- 1690 – 1693 Andreas Schild
- 1694 – 1697 Johannes Pastor Dreischuh
- 1698 – 1701 Martin Hannemann
- 1702–1703 Johannes Pastor Dreischuh
- 1704–1709 Franz Anton Matzak
- 1710–1735 ? Unbekannt
- 1736–1741 Jakob Thym
- 1742–1745 Jakob Thym der Ältere
- 1745–1750 Johannes Georg Havel
- 1750–1766 Franz Raihm
- 1767 – August Thym
- 1768 – ? Unbekannt
- 1779–1771 Anton Böhm
- 1772 – Alois Hittner und Antonin Böhm
- 1773 – ? Unbekannt
- 1774 – Antonin Paumler
- 1775–1777 Augustin Thym
- 1778–1783 Anton Böhm und August Weiss
- 1784 – Augustin Thym
- 1785–1787 Anton Böhm und August Thym
- 1788–1788 Mathias Siegwein
- 1789 – Anton Böhm
- 1790–1795 Augustin Thym
- 1795–1798 Johannes Lorenz und Anton Böhm
- 1799 – Franz Lorenz und Anton Schreier
- 1800 – Josef Anton Schreier und Franz Lorenz
- 1801 – Augustin Thym und Franz Lorenz
- 1802 – Franz Lorenz und Franz Jesser
- 1803 – Franz Lorenz, Franz Jesser und Franz Lorenz
- 1804–1809 Franz Jesser, Franz Anton Gernert (geprüfter Justizrat 1801–1818), Wenzel Bittner (2. Rat)[2]
- 1810–1814 Johannes Lorenz, Franz Anton Gernert (geprüfter Justizrat)
- 1814–1827 Anton Bittner, Franz Anton Gernert +1818 (geprüfter Justizrat)
- 1827–1835 Johannes Widtmann
- 1836–1846 Franz Lorenz
- 1842–1850 Josef Deyl
- 1850–1851 Heinrich Steffan
- 1851–1861 Anton Wollrab
- 1861–1867 Vaclav Pavel Czerweny
- 1864–1866 Franz Hanusch
- 1866–1867 Vaclav Pavel Czerweny
- 1867–1870 Jan Bukowsky
- 1870–1872 Johannes Kopp
- 1872–1875 Jan Bukowsky
- 1875–1878 Heinrich Karg von Bebenburg
- 1878–1879 Wenzel Kühnel
- 1879–1891 Jan Podhaisky
- 1891–1895 Franz Rauch
- 1895–1898 Josef Stecker
- 1898–1918 Heinrich Schwarz –  wurde 1919 durch tschechische Besatzer abgesetzt.
- 1919–1923 Franz Czernohous
- 1923–1931 Ignaz Janetschek
- 1931–1938 Emil Reil
- 1938–1945 Karl Röhrich

Ab 1945 wurden in Hostinné nur Tschechen als Bürgermeister gewählt.
- 2016 – Dagmar Sahánkova

## Stadtbuch Arnau 1600 und 1688

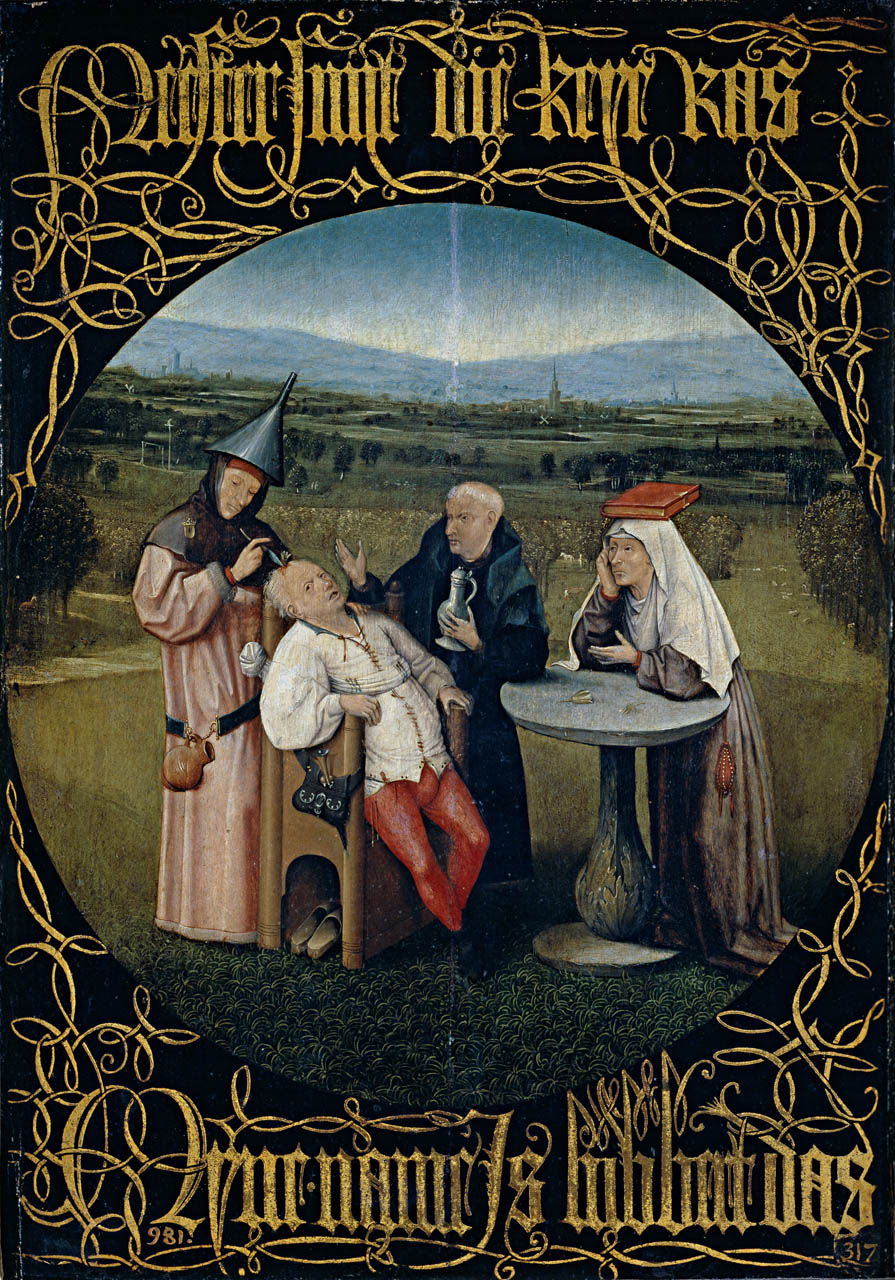
Stilisierte Renaissance-Schrift um 1500 auf einer Bildtafel

Das älteste noch erhaltene Arnauer Stadtbuch ist in den ersten handschriftlichen Seiten bis 1610 ein künstlerisch in kursiver Renaissance-Schrift gefertigtes Buch. Die Initiale sind an Bildwerke der Renaissance angelehnt. Die Missalschrift des bis 2016 dem Maler Hieronymus Bosch zugeschriebenen Bildes „Der Steinschneider“ um 1494, kann als ein Beispiel für die mit Feder schraffierte schwungvolle Schrift des Stadtschreibers Valten Stübner (1580) von Arnau gelten. Die Besonderheit liegt darin, dass der Schreiber Arnaus die Initiale der Vor- und Nachnamen mit Perlen ähnlichen Ringen eingeschnürt hat. 1591 und 1600 sind im Buchtitel und auf der Kaufurkunde des Herrn Zdenek von Waldstein (mährischer Adel) besondere Verzierungen der Initiale vorhanden. Ein Vorgängerstadtbuch ging bei einem Stadtbrand verloren. Einzelne nach dem Brand noch vorhandenen Urkunden wurden beschnitten und zu einem Sammelband zusammengebunden. Dieses Band wurde als Stadtbuch weitergeführt. Deshalb gibt es im Stadtbuch von 1600 Eintragungen die ins vergangene 16. Jahrhundert hineinreichen. Die Renaissanceschrift ist in Kanzleischrift im Fließtext weiter geschrieben. Ein verloren gegangenes erstes Stadtbuch begann bereits im Jahr 1477, einige Fakten wurden ins nachfolgende Stadtbuch aufgenommen. Eine häufig vorkommende Familie Gerneth, auch Gernert hatte mehrere Häuser im Stadtgebiet, so auch 1528 ein Haus an dem Burgerfirtel bei dem Niderthor.
Die Veränderung und Vereinfachung der Schrift ist in folgender Tabelle am Beispiel dieser Patrizier- und Ratsfamilie Gernert, die ehemals im 14. Jahrhundert aus dem Frankenland einwanderte, dargestellt. Die Familie stellte von 1506 bis ins 19. Jahrhundert Stadträte und Juristen, Anfang des 20. Jh. verliert sich der Name in der Stadt. In der böhmischen Sprache wurde oft das G zum K und Kh, so auch bei Kotvald statt Gottwald nachgewiesen. Görnert entstand auch aus Gernert (Arnau 1682 bis 1700). In den umliegenden Orten änderte sich der Name in Hohenelbe zu Kherner, in Wildschütz zu Kernert und in Tschermna zu Kerner. In Trautenauer Quellen bei Simon Hüttel kommen 1573 in abgekürzte Namensform Gern`t und Gern`dt für einen Arnauer Bürger vor. Ein zweites Stadtbuch beginnt 1688, in ihm wurde um 1700 die Schrift immer sachlicher und fast nicht mehr verziert.
Die Fertigkeit, die Schreibschrift so perfekt auszuführen und zu beherrschen, fiel in Arnau auf fruchtbaren Boden. 1525 gab ein Verfasser einer Streitschrift Eyn Wegsprech gen Regenspurg zu / unß Concilium/ zwischen eynem Byschoff, Hurenwirt/ und Kuntzen seinem knecht, 37 Seiten 15 × 20 cm, Arnau bereits als Druckort an. Der Verfasser schrieb: Gedruckt zu Arnau an der Elbe in Böhmen durch Hans Hoß von Brawn. anno M.D.XXV.
| Jahr          | Text, Transkript, Anmerkung | Seitenabbildung |
| ------------- | --- | --------------- |
| 1600          | Newes Kauf oder Erb Register Von Keuffen der Stadt Ahrnaw auffahrend des Jharess 1600 - Neues Kauf- und Erbregister von Käufen der Stadt Arnau auffahrend vom Jahr 1600 |                 |
| 1572          | Hanß Gernert Hatt Periode deß vorgehenden Stadt Buchs Unndt Erb Registers im 1572 Jhare, Sein Haus in der Stadt, so wieh ein Gartten sambt Bedrullien, und dem Erbstock ..... daran,....Von Hannß Gernert seinem Vatter Gekaufft umb 280 Schock - Hans Gernert hat im vorgehenden Stadtbuch und Erbregister im Jahr 1572 sein Haus in der Stadt, sowie ein Garten samt Bedrullien und dem Erbstock ....daran....von Hans Gernert seinem Vater gekauft für 280 Schock. |                 |
| 1591          | Herr Zdenek von Waltsstein Seiner Genaden ec. Haben Ihre GEnaden, Beßage deß vorgehenden Stadt Buchs: Im 1591 Jhar, Dem 11 Marei, Daß Hauß so zwischen dem Rathauße und der Wentzel Arnderius, Zußambt allen dorzu gehörenden Eckern und Beheuren von Mertten Gernertin Gekaufft umb 910 Schock. Darauff Ihre Genaden, Gemeltem Mertten Gerner auß Zahlen laßen 390 Schock Die er Empffangen und ordentliche Verzicht gethan. Verbleiben darnach Der Herr seiner Genaden Hierauff zu bezahlen ausstendig 520 Schock - Herr Zdenek von Waltstein auf Pirnitz († 1623) seine Gnaden etc., Haben Ihre Gnaden, wie das vorgehende Stadtbuch besagt am 11. Mai 1591 das Haus zwischen dem Rathaus und dem des Wenzel Adelerius zusammen mit allen dazu gehörenden Äckern und Beheuren von Merten Gernern für 910 Schock gekauft. Worauf Ihre Gnaden dem gemelten Merten Gerner 390 Schock auszahltet, die er bekommen hat und auf das Verkaufte verzichtet. Verbleiben danach noch Ausstände für Ihre Gnaden von 520 Schock. (Ein Schock entsprach 180 Kreuzer, 910 Schock × 180 entsprechen 163.800 Kreuzer, umgerechnet zur heutigen Kaufkraft eine Betrag von ca. 1 Million Euro) |                 |
| 1596          | Mertten Gernertt Hatt Vermöge deß Vorgehenden Stadtbuchs Und Erb Registers Im 1596 Jhare, Beim Hauß in der Stadt, so zwischen Mertten Schaffts und George Meßners gelegen, Von George Erbnerin gekaufft umb 170 Schock - Merten Gernert hat nach Aussage des vorhergegangenen Stadtbuches und Erbregisters im Jahr 1596 ein Haus in der Stadt, das zwischen Merten Schafft und Georg Meßner Häusern liegt, von Georg Erben gekauft für 170 Schock. |                 |
| 1628          | Adam Gernert hatt dieses 1628 jahr den 3. Aprills mit Consens E.E. Ratths sein Hauß um rings zwischen Ursula Hankin Kirchblatterin und Adam Hegerer Heusern gelegen, sambt dreyer ackerstücken auf der Newen Sorgen, und einer halben Scheweren neben Merten Khunes gelegen, mit allen und jeden gerechtigkeit von seiner Mutter und geschwister erkaufft Umb summa 540 Schock - Adam Gernert hat am 3. April 1628 mit Übereinstimmung mit dem Stadtrat sein Haus am Ring (Markt) zwischen Ursula Hank, Kirchblatterin, und Adam Hegers Häusern gelegen, und drei Ackerstücke auf der Neuen Sorge, mit einer halben Scheune neben Merten Kuhners gelegen, mit allen Rechten von seiner Mutter und Geschwistern für die Summe von 540 Schock gekauft. (97300 Kreuzer) Adam Gernert wird 1665 als Gärtner in der Berni Rula erwähnt. |                 |
| 1655          | Friedrich Seydel Kauff in der Niedervorstadt. Hatt Anno 1665 ultimo December sein Haus vor dem Niedertohr beim Schrancken neben dem Thorheißel am Wohlgraben gelegen mit aller gerechtigkeit von seiner Schwiger Mutter Catharina gernertin erkaufft umb Summa 100 Schock - Friedrich Seidel, Kauf in der Vorstadt. Hat im Jahr 1665 Ende Dezember sein Haus vor dem Niedertor neben dem Torhäuschen am Wallgraben mit allen alten Rechten von seiner Schwiegermutter Katharina Gernert gekauft für eine Summe von 100 Schock |                 |
| 1667          | Godtfriedt Gernert Hat A 1667. den 11 January seine Fleischbank zwischen Jacob Schwarzers, undt Christoff Wagners Fleischbäncken gelegen, mit aller unndt ieder Gerechtigkeit von Ballthasar Hantscher unndt Elisabetha Framkin vor Erbeigen erkhauft umb summa 210 Schock - Gottfried Gernert hat im Jahr 1667 am 11. Januar eine Fleischbank zwischen Jakob Schwarzers und Christoph Wagners Fleischbänken gelegen mit allen Rechten von Balthasar Hantscher und Elisabetha Framkin als Erbeigentum für die Summe von 210 Schock gekauft |                 |
| 1673          | Godtfriedt Gernert Hat A 1673 dem 14. Aprlis sein Wohnhauß am Ring zwischen Mertten Frostens unndt Gemein Hauße gelegen sambt aller unndt ieden gerechtigk: ann Rayne unndt gräwen wie sich desßen alt vorhergehende Besizerr gebraucht unndt genoßen, item niedt unndt nagelfest vonn Hannß Schrayber erkauft umb summa 215 Schock - Gottfried Gernert hat im Jahr 1673 am 14. April sein Wohnhaus am Ring zwischen Merten Frost und Gemeindehaus gelegen, zusammen mit allen Rechten und Allem was Niet und Nagelfest ist von Hans Schreiber erkauft für die Summe von 215 Schock |                 |
| 1690          | Der Nachname von Gottfried Gernert wird im Stadtbuch in eine schlesisch-sächsische Form von Gerner in Görnert umbenannt |                 |
| 1688          | Ahrnauisch Ober- Unndt Nieder Tor Städter Newes Stadt Buchs der Erb Register von Keuffen unndt Erbschichten. So auffgerichtet ist ANNO MDC.LXXXVIII - Arnauisches Ober- und Niedertor, Neues Stadtbuch der Erbregister von Käufen und Erbfolgen. So aufgeschrieben ab dem Jahr 1688 |                 |
| 1702          | Wentzel Gernert Hatt Anno 1702 den 17 July sein WonHauß am Ringe ander Ecke nebenst Tobiaß Hawels gelegen, mit aller Undt ieder gerechtigkeit nit undt Nagelfest gebraucht und undt genossen Von Einem Ehrenvesten Rath im Nahmen deß abwehsenden Andreaß Schilks doch mit wohlwissen seiner Hier Verlassenen Fr. Ehewürtin Erkauft Umb Summa 215 Schock - Wenzel Gernert, hat im Jahr 1702, am 17. Juli sein Wohnhaus am Ring (Markt), an der Ecke neben dem Haus von Tobias Hawel, durch eine ehrenwerten Rat im Namen des abwesenden Andreas Schick, mit dem Wissen seiner hier gelassenen Frau Ehewirtin, für eine Summe von 215 Schock gekauft. |                 |
| 1810 bis 1827 | Franz Anton Gernert, geprüfter Justizrat der Municipalstadt war der letzte Ratsherr der Gernert. Konkursausschreibung zur Wiederbesetzung der Stadt Arnauer geprüften Magistratsrathsstelle. Durch das erfolgte Absterben des geprüften Raths Franz Anton Gernert ist beim Arnauer Magistrate eine mit dem festemisirten Gehalte jährlicher 300 fl. W.W. und mit einem Covolumente von jährlichen 8 Kl. Brennholz verbundene Ratsstelle in Erledigung gediehen. Da sich jedoch die Arnauer Bürgerschaft freiwillig bis zur Errichtung einer Gleichheit des Werthes des Papier- und Konvenzionsgeldes, und einer dadurch erfolgenden Wahlfeilheit der Lebensmittel zu einer jährlichen Gehaltsbeisteuer von 200 fl. W.W. herbeigelassen habe, welche mit Bewilligung der hohen Landesstelle laut Verordnung vom 23. Jänner 1818, R.b.7, 615 im Wege der Repartizion nach der steuerbaren Anläßigkeit zu Händen des geprüften Arnauer Magistratsraths eingehoben werden würden, so wird dieser freiwillige bürgerliche Gehaltsbeitrag ohne zeitweilige Theuerungsbeihilfe pr. 200 fl. alljährlich zu den systemisirten jährlich 300 fl. dem geprüften Rath durch den städtischen Gemeinberechnungsführer verabfolgt werden. Diejenigen, welche diese Magistratsrathsstelle zu erlangen wünschen, haben ihre diesfälligen mit den Wahlfähigkeitsdekreten über die Prüfung aus dem Jubicial- u. polit Fache, und mit den Moralitätszeugnissen, dann über ihre Verwendung in ihrer gegenwärtigen Dienstkategorie belegten Gesuche bis 6. April d. J. hieramts einzureichen. K.k. Kreisamt Gitschin am 28. Febr 1819 |                 |

## Liste der Bürger des 15. und 16. Jahrhunderts
- 1488 - Schreiber, Glaser
- 1505 - Gernert, Kernert
- 1507 - Hempil (Hämpel)
- 1508 - Lorenz
- 1510 - Fiedler
- 1516 - Warnke
- 1523 - Stüler
- 1527 - Pohl, Kratzer
- 1530 - Schmid
- 1536 - Link
- 1545 - Erben
- 1549 - Dreischuh
- 1553 - Zeydel, Seidel, Beck
- 1557 - Hübner, Deul, Finger
- 1564 - Schöps
- 1593 - Kluge
- 1599 - Richter

## Bürgergräber der Stadt

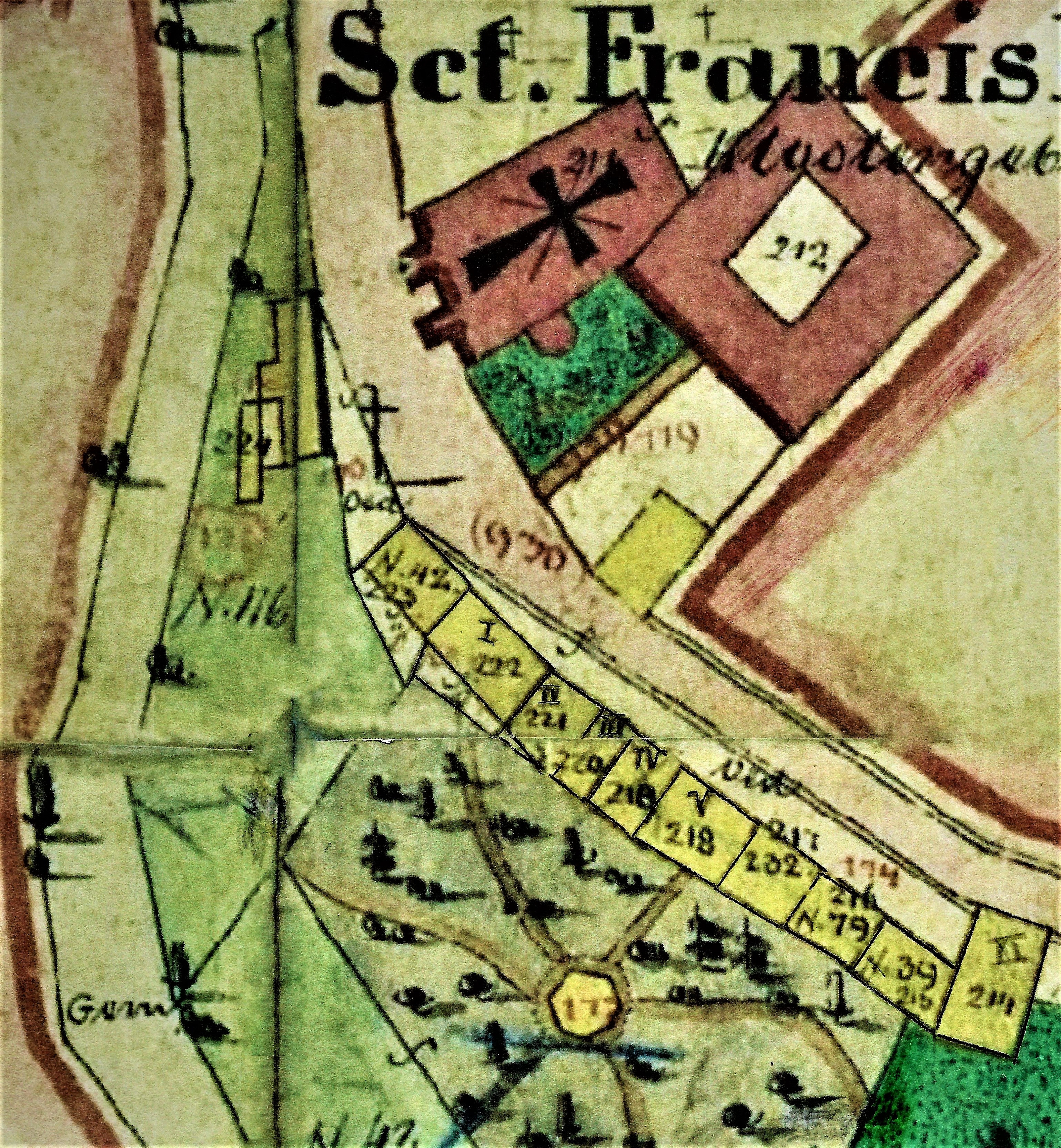
Arnauer Bürgergräber 1841

Südlich des ehemaligen Franziskanerklosters gab es im 19. Jahrhundert zehn repräsentative Bürgergrabstellen,
die auch Besitztümer von Arnauer Ratsfamilien waren. Heute sieht man eine Baumreihe vor der Villa Nadrazni 837 an deren Stelle. Ein Stadtplan von 1841 zeigt diese Bürgergräber.
| Gruftgrundstücke u. Grabstellen    | I.                                         | II.                                            | III.                           | IV.                                       | V.                                                           | VI.                                                      |
| ---------------------------------- | ------------------------------------------ | ---------------------------------------------- | ------------------------------ | ----------------------------------------- | ------------------------------------------------------------ | -------------------------------------------------------- |
| Namen der Besitzer; Ratsfamilien * | Czesch, Paul; Kühnel, Franz; Schier, Franz | Erben, Vinzens; Eschner, Joh.; Schreiber, Lom. | Gernert*, Joseph; Erben, Wenzl | Czetsch, Paul; Fassl, Johann; Inng, Anton | Lorenz*, Jos.; Dreyschuh*, Jos.; Rumlien, Jos.; Schenk, Jos. | Erben, Franz; Lorenz, Ignatz; Bök, Franz; Schier, Johann |